# Archemaco di Eubea
Archemaco di Eubea (in greco antico: Ἀρχέμαχoς?, Archémachos; Eubea, ... – ...; fl. III secolo a.C.) è stato uno storico greco antico.

## Biografia e opere
Di Archemaco abbiamo notizia che avrebbe composto almeno tre libri che trattavano della sua isola nativa (Eubea).
È incerto se questo Archemaco sia stato l'autore dell'opera grammaticale I cambiamenti di nome (Aι Μετωνυμιαι),.